# Oudemansiella
Oudemansiellalà một chi nấm trong họ Physalacriaceae. Chi này chứa khoảng 15 loài phân bố rộng rãi ở các vùng nhiệt đới và ôn hòa.

## Thư viện ảnh

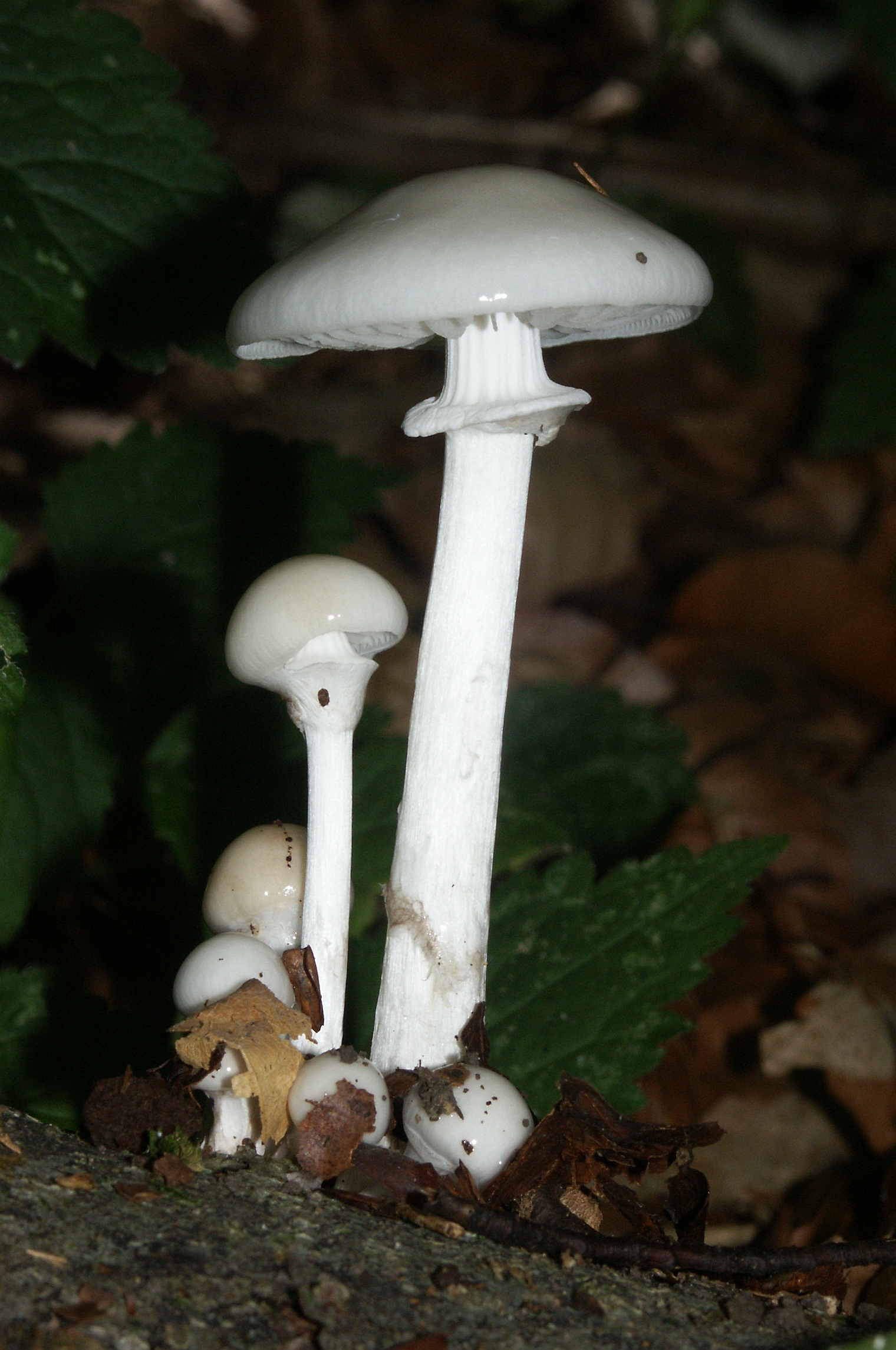
Oudemansiella mucida, Hohenlohe, Đức
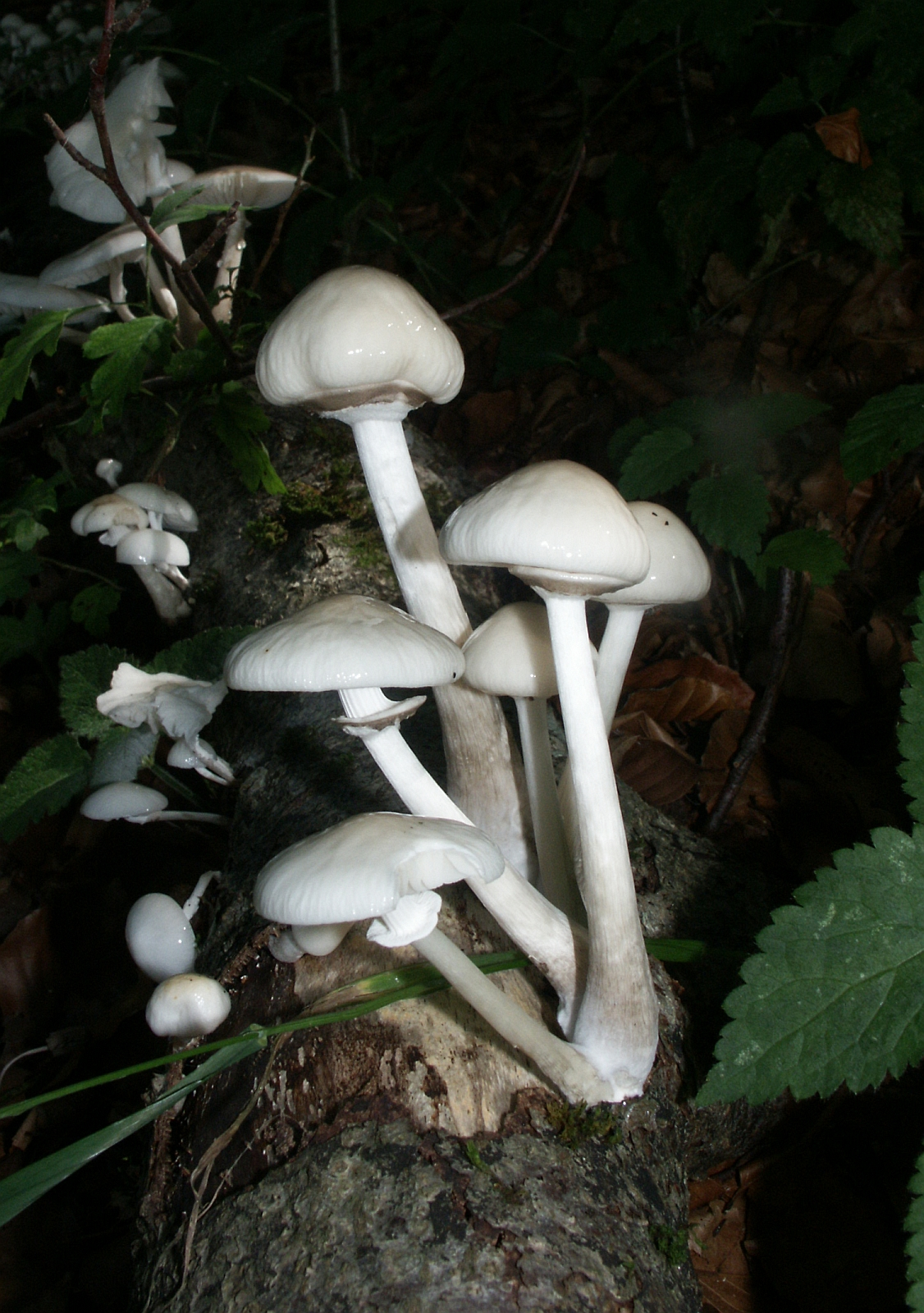
Oudemansiella mucida, Hohenlohe, Đức